# Бриджит Джонс: Грани разумного (фильм)
«Бри́джит Джонс: Гра́ни разу́много» (англ. Bridget Jones: The Edge of Reason) — романтическая комедия 2004 года, снятая по мотивам одноимённого романа Хелен Филдинг, хотя и со значительными отступлениями от первоисточника. 
Сиквел популярной комедии «Дневник Бриджит Джонс» (2001). Если в первой части книги и фильма заимствован сюжет романа Джейн Остин «Гордость и предубеждение», то во второй части повествования о Бриджит Джонс явно угадываются «Доводы рассудка» того же автора. 
Фильму не удалось повторить успех своего предшественника, он получил разгромные отклики в прессе.

## Сюжет
Бриджит Джонс (Рене Зеллвегер) после счастливого разрешения истории предыдущего фильма продолжает работать на телевидении и доверяет секреты новому дневнику. Она живёт вместе с Марком Дарси и уже подумывает о ребёнке. Однако её раздражает его сверхаккуратность. К тому же Марк всё тянет с предложением брака и никак не выберет удобный момент. Во время юридического приёма из-за серии недоразумений Марк так и не перешёл к предложению. После ужина он приглашает Бриджит на лыжный курорт, но и там всё не складывается. На их пути постоянно встречается симпатичная и стройная коллега Марка Ребекка, и Бриджит начинает ревновать. Вот и на горнолыжном курорте Марк пересекается с Ребеккой. Всё это приводит к тому, что Марк и Бриджит расстаются.
На горизонте вновь появляется Дэниел (её бывший босс Дэниел Кливер). Они должны вместе поехать в командировку в Таиланд, от чего отказаться невозможно. В поездке Дэниел ухаживает за Бриджит, и ему почти удаётся её соблазнить, но тут в номер входит проститутка. Как многие тайские проститутки, это трансвестит. 
Подозрительный знакомый подруги Бриджит подбросил самой Бриджит наркотики, далее Бриджит арестовывают в аэропорту и бросают в женскую тюрьму. Там она узнаёт о тяжёлой доле тайских девушек и сближается с ними. Выходя из тюрьмы, она дарит новым подружкам лифчики «Вандербра», шоколад и книжку «Мужчины с Марса, женщины с Венеры». Вырваться на свободу ей помог Марк, а Дэниел трусливо сбежал. Ребекку, как оказывается, привлекал не Марк, а сама Бриджит. 
В итоге Бриджит и Марк мирятся, Марк делает предложение Бриджит, и она принимает его.

## В ролях
| Актёр            | Роль           |
| ---------------- | -------------- |
| Рене Зеллвегер   | Бриджит Джонс  |
| Джим Бродбент    | мистер Джонс   |
| Джемма Джонс     | миссис Джонс   |
| Хью Грант        | Дэниел Кливер  |
| Колин Фёрт       | Марк Дарси     |
| Джасинда Барретт | Ребекка Гиллис |
| Ширли Хендерсон  | Джуд           |
| Селия Имри       | Уна            |
| Салли Филлипс    | Шэрон          |
| Пол Николлс      | Джед           |

## Саундтрек
1. Will Young — «Your Love Is King»
2. Jamelia — «Stop»
3. Kylie Minogue — «Can’t Get You Out of My Head»
4. Joss Stone — «[Super Duper Love (Are You Diggin' on Me?) Pt. 1»
5. Mary J. Blige — «Sorry Seems to Be the Hardest Word»
6. Robbie Williams — «Misunderstood»
7. Love Affair — «Everlasting Love» (NB: Jamie Cullum's version appears on the CD)
8. Barry White — «You’re the First, the Last, My Everything»
9. Beyoncé Knowles featuring Jay-Z — «Crazy in Love»
10. Rufus Wainwright featuring Dido — «I Eat Dinner (When The Hunger’s Gone)»
11. 10cc — «I’m Not in Love»
12. Carly Simon — «Nobody Does It Better»
13. Primal Scream — «Loaded»
14. The Darkness — «I Believe in a Thing Called Love»
15. Amy Winehouse — «Will You Still Love Me Tomorrow?»
16. Thomas J. Mitchell — «Loving You»
17. Aretha Franklin — «Think»
18. Leona Naess — «Calling»
19. Sting and Annie Lennox — «We’ll Be Together»
20. Harry Gregson-Williams — «Bridget’s Theme»